# Leszek Brenda
Leszek Brenda (ur. 1953 w Mławie) – polski dyplomata w stopniu radcy-ministra i urzędnik państwowy. Od 2013 do 2018 konsul generalny RP w Mumbaju.

## Życiorys
Leszek Brenda ukończył Szkołę Główną Planowania i Statystyki na wydziale handlu zagranicznego, uzyskując w 1978 tytuł magistra.
Od 1979 do 1980 pracował w Centrali Handlu Zagranicznego „Budimex”. Następnie przeszedł do Ministerstwa Spraw Zagranicznych, Departamentu Administracji, Finansów i Inwestycji. W latach 1984–1989 pracował jako attaché w Ambasadzie PRL w Nowym Delhi. Po powrocie z placówki objął obowiązki p.o. naczelnika wydziału, a od stycznia 1990 naczelnika wydziału w Biurze Administracyjno-Budżetowym MSZ. Od 1990 do 1997 pracował w sektorze prywatnym. Powrócił do MSZ w 1997. Od 1998 do 2003 pracował w Instytucie Polskim w Düsseldorfie. W latach 2003–2005 był ekspertem, I radcą i audytorem wewnętrznym w Biurze Dyrektora Generalnego MSZ. Od 2005 do 2010 pracował w jednostkach ministerstwa związanych z administracją, finansowością i audytem, w tym od października 2010 do 2012 jako dyrektor Biura Kontroli i Audytu w MSZ. Od 18 listopada 2013 do 2018 pełnił funkcję Konsula Generalnego RP w Mumbaju.
Mówi po angielsku i rosyjsku.